# Catalogação bibliográfica

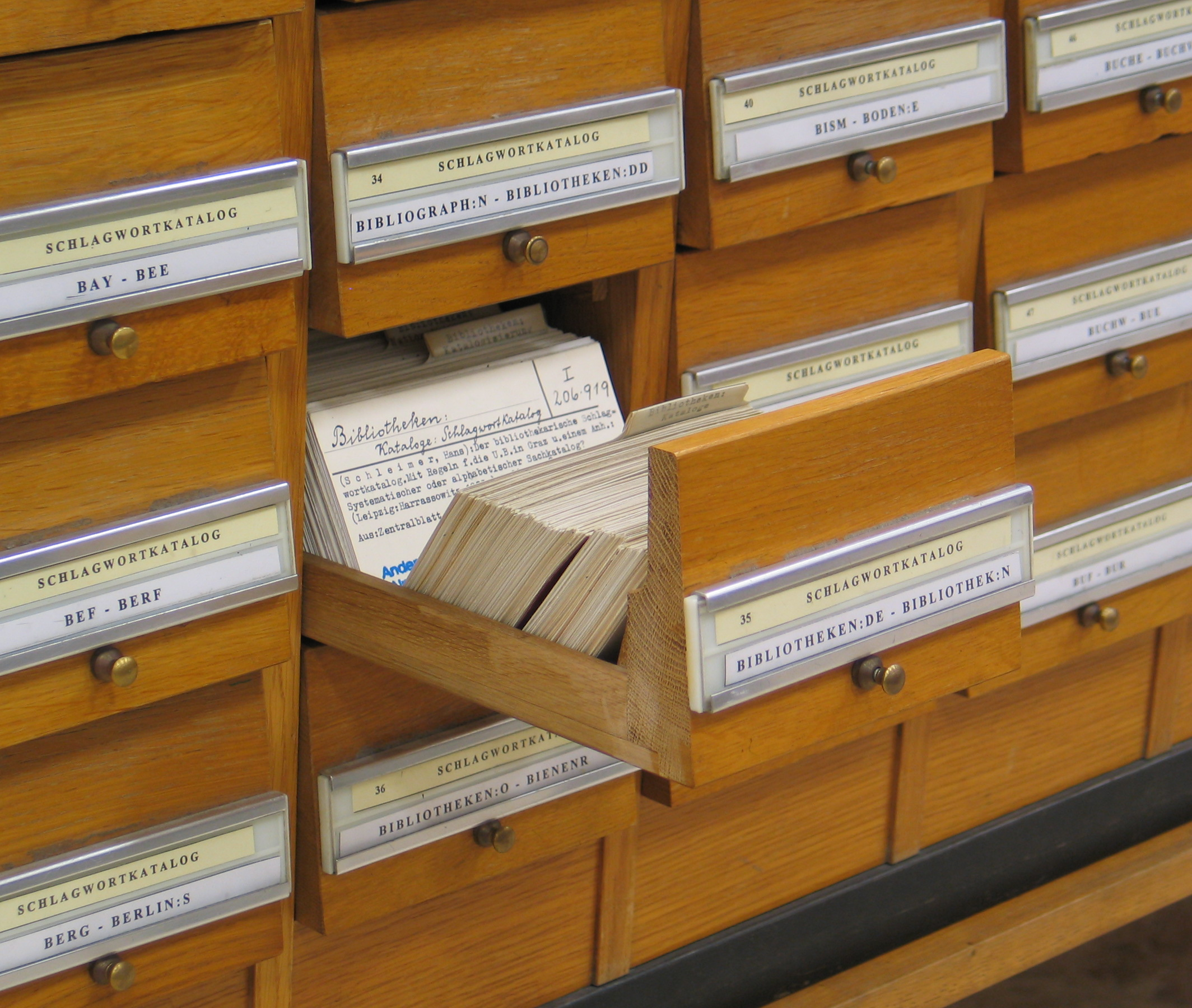
Catalogação bibliográfica

A catalogação é uma atividade geralmente relacionada às bibliotecas e que consiste em registrar um conjunto de informações sobre um determinado documento ou conjunto de documentos. As informações registradas variam de acordo com o tipo de documento que está sendo catalogado. Por exemplo, para um livro, os elementos que são comumente registrados são: título, autor(es),tradutor(es), número da edição, editor, local e data de publicação, número de páginas, ISBN e os assuntos abordados no livro. A catalogação é guiada por normas locais, nacionais ou mesmo internacionais, devendo tais normas serem definidas de acordo com as características de cada biblioteca ou agência catalogadora. A palavra "catalogação" pode referir-se também ao produto da atividade de catalogação, por exemplo, "a catalogação de um livro", ou seja, o conjunto de informações sobre o livro que foram registradas durante a catalogação. Neste sentido, o termo "catalogação" se transforma em um sinônimo de registro bibliográfico.
Sob essa perspectiva, a catalogação gera um conjunto convencional de dados, determinados a partir do exame de um documento de onde são extraídos os dados descritos de acordo com regras fixas para se identificar e descrever este documento. A catalogação é conhecida também como Catalogação Descritiva ou Representação Descritiva da Informação, pois fornecerá uma descrição única e precisa do documento, servindo também para estabelecer os pontos de acesso de autor e prover a informação bibliográfica adequada para identificar uma obra, assim, segundo Mey, a catalogação compreende três partes: descrição bibliográfica, pontos de acesso e dados de localização. A catalogação gera uma representação única de um determinado item, para que não exista duplicidade para o usuário na hora de recuperar o item, possibilita o agrupamento de itens de mesmo tema ou áreas parecidas e a sua localização no acervo da biblioteca.
Embora o termo catalogação seja frequentemente utilizado com o sentido de classificação (e vice-versa) e até com o sentido de determinação de assunto, as três operações são distintas. A catalogação refere-se à descrição formal dos documentos e não à determinação de seu conteúdo intelectual. Geralmente, a catalogação identifica o documento pela inclusão de elementos-chave do documento. Por exemplo, o título principal (título expresso no documento), a indicação de responsabilidade (autor ou autores expressos no documento), a indicação de publicação (local de edição, nome do publicador e data de publicação), as características físicas como a tipologia documental e a extensão (n.º de páginas ou volumes, dimensões, etc.), a indicação de série ou coleção e outros dados formais e editoriais.
De acordo com a legislação vigente (Lei federal 4.084/62), compete ao Bibliotecário (Bacharel em biblioteconomia) a catalogação:
Art 6º São atribuições dos Bacharéis em Biblioteconomia, a organização, direção e execução dos serviços técnicos de repartições públicas federais, estaduais, municipais e autárquicas e empresas particulares concernentes às matérias e atividades seguintes:
[...]
e) a execução dos serviços de classificação e catalogação de manuscritos, livros raros e preciosos, de mapotecas, de publicações oficiais e seriadas, de bibliografia e referência.